# Tajči
Tajči Cameron (rojena kot Tatjana Matejaš; bolj poznana pod imenom Tajči), hrvaška pevka zabavne glasbe, * 1. julij 1970, Zagreb, Hrvaška.
Kot pop zvezda na ozemlju nekdanje Jugoslavije poznih 80 in začetku 90 let dvajsetega stoletja, je zmagala na nacionalnem izboru RTV Zagreb, in je zastopala Jugoslavijo na Pesmi Evrovizije leta 1990 v Zagrebu. Leta 1991 se je preselila v Združene države Amerike in prevzela ameriško državljanstvo, danes se ukvarja predvsem s cerkveno glasbo.

## Diskografija
- Hajde da ludujemo (1990)
- Bube u glavi (1991)
- Struggles & Graces (1997)
- Now and Forever (2000)
- Emmanuel - The Story of Christmas (2002)
- Let It Be - Mary's Story (2003)
- I Thirst (2004)
- Zlatna kolekcija (2004)
- A Chance to Dream (2006)
- Need A Break (2008)